# Antisemitismo contemporáneo en Hungría
Durante el período comunista en Hungría, el antisemitismo no se presentó en su forma clásica. La percepción principal fue que el antisemitismo representa la ideología fascista Húngara, y por lo tanto la élite gobernante se aseguró de que toda la literatura antisemita fuera destruida después de la Segunda Guerra Mundial. Durante la transición en 1989 del comunismo a la democracia, y con la introducción de la libertad de expresión y la libertad de prensa, el antisemitismo apareció casi de inmediato y volvió a surgir más adelante. Este fenómeno ha dado lugar a un acalorado debate, fueron los cambios económicos y sociales la causa del aumento repentino en el antisemitismo y la rápida propagación de opiniones antisemitas o si la hostilidad encubierta hacia los Judíos afloraba como consecuencia de las nuevas libertades civiles. El nuevo capitalismo Post-comunismo ha conducido al "nacionalismo social", lo que implica: racismo, xenofobia, fundamentalismo y antisemitismo, es una identidad, una pseudo-respuesta, basada en la identidad, a problemas socioeconómicos y una pseudo-respuesta, basada en la cultura, a problemas reales. Una estructura de escisión en Hungría - que refleja las contradicciones históricas entre el progreso y la nación - ha creado una situación en la que los grupos de estatus alto intentaron transformar el antisemitismo en un código cultural movilizador. En su concepto de "antisemitismo nacional" Klaus Holz, señaló la imagen del judío como un "sin identidad" universal vitalmente amenazador, destruyendo todas las identidades y comunidades particulares. Esa imagen ha dado lugar a la percepción del judío como autor y la nación como la víctima.

## Desarrollo
La aparición del antisemitismo, en la era post-comunismo, fue tanto en la periferia como en la corriente principal. En la periferia, grupos antisemitas y neonazis surgieron y fueron apoyados por los fascistas húngaros que vivían en el extranjero. Entre los ideólogos de los húngaros neonazis y Hungaristas estaban incluidos publicistas y escritores de extrema derecha. Los periódicos creados después de la transición, Hunnia Füzetek y Szent Korona, fueron los primeros en traer de vuelta a los motivos de antisemitismo tradicional y los combinaban con elementos de la posguerra, la negación del Holocausto en particular . En la corriente principal, el antisemitismo se volvió eminente en el discurso público y en foros centrales de la vida pública llevada a cabo por los intelectuales, los que participaron en las actividades de la oposición anticomunista, y figuras importantes en la vida política después de la transición de 1989, como István Csurka.
En el siglo XXI, el antisemitismo en Hungría ha evolucionado y ha recibido un marco institucional, mientras que la agresión verbal y física contra los Judíos (también Roma) se ha intensificado, creando una gran diferencia entre sus manifestaciones anteriores en la década de 1990 y los acontecimientos recientes. Uno de los principales representantes de esta ideología antisemita institucionalizada es el Partido Popular húngaro Jobbik, que recibió el 17 por ciento de los votos en las elecciones nacionales de abril de 2010. La subcultura de extrema derecha, que va de tiendas nacionalistas a festivales y eventos de radicales nacionalistas y neonazis, juega un papel importante en la institucionalización del antisemitismo en Hungría en el siglo XXI. La retórica antisemita contemporánea se ha actualizado y ampliado, pero aun así está basado en las viejas nociones antisemitas. Las acusaciones y motivos tradicionales incluyen frases como ocupación judía, conspiración judía internacional, la responsabilidad judía por el Tratado de Trianon, judeobolchevismo, así como libelos de sangre contra los judíos. Sin embargo, en los últimos años, esto se ha incrementado con la palestinización del pueblo húngaro, el resurgimiento del libelo de sangre y un aumento de relativización y negación del Holocausto, mientras que la crisis monetaria ha revivido referencias a la "clase banquera judía”.

## Análisis

### Datos
Entre los años 1994-2006, entre el 10% y el 15% de la población adulta de Hungría sostuvo un fuerte prejuicio antisemita. El sentimiento antijudío era reactivo a las campañas políticas: el antisemitismo aumentó en los años de elecciones y luego volvió a caer a su nivel anterior. Esta tendencia cambió después del 2006 y las encuestas indican un aumento en el perjuicio desde el año 2009.
|                                                                                                 | %                     | Año  | Año  | Año  | Año  | Año |
| 1994                                                                                            | %                     | 1995 | 2002 | 2006 | 2011 |     |
| ----------------------------------------------------------------------------------------------- | --------------------- | ---- | ---- | ---- | ---- | --- |
| Los intelectuales judíos controlan la prensa y la esfera cultural                               | Totalmente de acuerdo | 12   | -    | 13   | 12   | 14  |
| Los intelectuales judíos controlan la prensa y la esfera cultural                               | De acuerdo            | 18   | -    | 21   | 19   | 21  |
| Existe una red judía secreta que decide sobre los asuntos políticos y económicos                | Totalmente de acuerdo | 9    | -    | 8    | 10   | 14  |
| Existe una red judía secreta que decide sobre los asuntos políticos y económicos                | De acuerdo            | 14   | -    | 14   | 17   | 20  |
| Sería mejor que los judíos dejen el país                                                        | Totalmente de acuerdo | 11   | 5    | 5    | 3    | 8   |
| Sería mejor que los judíos dejen el país                                                        | De acuerdo            | 12   | 5    | 6    | 7    | 12  |
| En ciertos círculos laborales, el número de judíos debería ser limitado                         | Totalmente de acuerdo | 8    | -    | 3    | 5    | 7   |
| En ciertos círculos laborales, el número de judíos debería ser limitado                         | De acuerdo            | 9    | -    | 9    | 10   | 12  |
| La crucifixión de Jesús es un pecado imperdonable de los judíos                                 | Totalmente de acuerdo | 15   | 23   | 8    | 8    | 9   |
| La crucifixión de Jesús es un pecado imperdonable de los judíos                                 | De acuerdo            | 11   | 23   | 9    | 12   | 12  |
| El sufrimiento de los judíos fue un castigo divino                                              | Totalmente de acuerdo | 12   | 17   | 7    | 7    | 5   |
| El sufrimiento de los judíos fue un castigo divino                                              | De acuerdo            | 12   | 17   | 10   | 7    | 9   |
| Los judíos se inclinan más que otras personas a prácticas turbias para conseguir lo que quieren | Totalmente de acuerdo | -    | -    | -    | 8    | 9   |
| Los judíos se inclinan más que otras personas a prácticas turbias para conseguir lo que quieren | De acuerdo            | -    | -    | -    | 13   | 17  |
| Los judíos de este país son más leales a Israel que a Hungría                                   | Totalmente de acuerdo | -    | -    | -    | 8    | 12  |
| Los judíos de este país son más leales a Israel que a Hungría                                   | De acuerdo            | -    | -    | -    | 15   | 15  |

Según la encuesta realizada por el ADL desde el 2 hasta el 31 de enero de 2012, "los niveles inquietantemente elevados", se encontraban en diez países europeos, entre ellos Hungría. Los datos muestran que en Hungría , el nivel de los que respondieron "probablemente cierto" a por lo menos 3 de los 4 estereotipos antisemitas tradicionales probados se elevó a 63 por ciento de la población, frente al 47 por ciento en 2009 y 50 por ciento en 2007. Abraham H. Foxman, director nacional de la ADL, ha dicho que: "En Hungría, España y Polonia el número de actitudes antisemitas es, literalmente, fuera de los diagramas y exigen una respuesta seria de los líderes políticos, cívicos y religiosos". En cuanto a la encuesta del ADL en 2007, Foxman ha dicho que "el aumento y alto porcentaje de los encuestados en Hungría que sostienen puntos de vista negativos de Judíos son inquietantes. Más de una década después de la caída del comunismo, esperábamos que este tipo de actitudes antijudías habrían comenzado a disminuir en lugar de aumentar".
La encuesta 100 de ADL Global lanzada en 2014 informó que Hungría es el país más antisemita en Europa del Este, con un 41 % de la población que alberga opiniones antisemitas. A diferencia de la mayor parte de Europa, el nivel de antisemitismo en Hungría es más alto entre los jóvenes, a razón de 50 % entre los adultos menores de 35 años.

### Análisis Socio-Psicológico
Los estudiosos no se ponen de acuerdo en cuanto a si el antisemitismo post-comunismo, en el fondo de una estructura de escisión con la división principal entre occidentalización universal y particularidad nacional, se convirtió en el código cultural jugando un papel central en la movilización política en Hungría. En un contexto más amplio de la función judía histórica en el proceso de occidentalización, la relación con la comunidad judía parece ser, según Viktor Karady, una de las principales fuentes de la actual división ideológica. Profesor Kovács, por el contrario, muestra, no sólo un aumento en el porcentaje absoluto de los antisemitas, sino también un aumento en la proporción de los antisemitas que llevan su antisemitismo al contexto político y la que se inclinan, en determinadas circunstancias, a apoyar la discriminación antisemita. Este fenómeno está relacionado con la aparición en la escena política de Jobbik, el partido húngaro de extrema derecha. Según Kovács, las causas del antisemitismo contemporáneo en Hungría no han cambiado en la última década: Ciertas actitudes, como la xenofobia en general, la anomia, la ley y el orden conservativista y el nacionalismo, tienen una correlación significativa con el antisemitismo y explican bien su potencia. Además, como han demostrado investigaciones anteriores, se ha encontrado una correlación entre el prejuicio antisemita y los indicadores sociodemográficos y económicos. Estas actitudes no obtienen la misma intensidad del sentimiento antisemita en cada medio social y en cada región en Hungría. Por lo tanto, las diferencias se correlaciona con la fuerza de apoyo de Jobbik en las distintas regiones.
Estos hallazgos han llevado a la hipótesis de Kovács de que el antisemitismo es principalmente consecuencia de una atracción a la extrema derecha en lugar de una explicación para ello. Al examinar el discurso antisemita de extrema derecha, para fundamentar la hipótesis, Kovács ha encontrado que la función principal del discurso no es formular demandas políticas antijudías sino desarrollar y utilizar un lenguaje que distingue claramente a los usuarios de todos los demás actores en el área política. Al hacerlo, los que rechazan el lenguaje antisemita se presentan como defensores de la clase política actual, mientras que los que utilizan el lenguaje antisemita, como los opositores radicales de la misma, que no dudan en sacar provecho del resentimiento pseudo-revolucionario
Al examinar el prejuicio antijudío en la Hungría contemporánea de acuerdo a un modelo casual socio-psicológico, Bojan Todosijevic y Zsolt Enyedi han encontrado que:
1. Tanto las actitudes antisemitas como las paternales están independientemente relacionadas con el autoritarismo en aproximadamente igual grado.
2. El autoritarismo parece ser la variable explicativa más importante para las actitudes antisemitas tanto de los padres como de los hijos.
3. La movilidad social puede conducir a un aumento del antisemitismo.

### Antisemitismo en la Subcultura
Durante la era post-comunista, la subcultura de extrema derecha que emergió rápidamente también fortaleció la actitud tradicional anti-Roma. Muchos neonazi, Hungaristas bandas de "rock nacionalista" llegaron a existir y han utilizado el lenguaje y símbolos racistas extremos, incluyendo HunterSS, White Storm, Endlösung y otros. Estas y muchas otras bandas realizan conciertos ilegales, así como en el famoso Festival de la Isla de Hungría (Magyar Sziget). Estos eventos suelen implicar el uso de símbolos prohibidos, uniformes, letras, pancartas, letreros, etc. Esta subcultura está vinculada con las demandas nacionalistas del revisionismo Trianon, una narrativa que es extremadamente irredentista y que incluye perspectivas antisemitas. Los seguidores de esta subcultura postulan la cultura húngara antigua como superior y siguen su propia religión sincrética, que fusiona el paganismo precristiano húngaro con el cristianismo, en contraste con la revelación judeocristiana tradicional. Otro segmento de la subcultura es las asociación de aficionados nacionalistas, como los "automovilistas Goy" y los "motociclistas escitas". Otros elementos incluyen el grupo serio más organizado, Pax Hungarica, y le paramilitar ilegal Frente Nacional húngaro, un grupo que sale regularmente a campamentos violentos para sus miembros que se consideran seguidores de la tradición Hungarista fascista.

### Discurso antisemita
El antisionismo que gobernó el discurso dominante durante el comunismo no desapareció después de la transición de 1989 y a veces volvió a surgir en forma de antisemitismo. En los primeros años de la era post-comunista, el antisemitismo en los periódicos de extrema derecha y emisiones de radio era común, pero de impacto limitado. De acuerdo con tanto judíos como no judíos a la opinión pública que se llevó a cabo en los últimos años, el antisemitismo en Hungría ha tomado fuerza en los últimos años, o, por lo menos, se ha vuelto más pronunciado en el discurso público. Se manifiesta principalmente en los medios y en la calle, y las voces antisemitas aumentaron en el volumen durante las campañas electorales en particular. En la actualidad, en los periódicos de derecha de Hungría, el antisemitismo sigue presente con el etiquetado de los Judíos de Hungría como un "otro" inherente. Sin embargo, el antisemitismo debe ser visto como un fenómeno complicado, no como una característica que mantiene exclusivamente por la derecha. Según János Gado, editor de la publicación judía de Hungría, Szombat, el antisemitismo es un problema creciente en la izquierda del espectro político, ya que está envuelto en la crítica de las políticas de Israel. "Una parte importante de la retórica antijudía en la prensa de derecha de Hungría se caracteriza por el lenguaje del izquierdista del antisionismo ... según este Israel es "opresivo","racista" y pisotea los derechos de los palestinos".

### Actitudes de los judíos húngaros hacia el antisemitismo
Una encuesta de la judería húngara contemporánea, realizada en 1999 por el Instituto de Estudios de Minorías del Instituto de Sociología de la Universidad Loránd Eötvös en Budapest, hizo una serie de preguntas destinadas a determinar cómo los Judíos perciben el grado de antisemitismo en Hungría. 32 por ciento de los encuestados percibe poco antisemitismo en la Hungría contemporánea; 37 por ciento pensaba que había un alto nivel de antisemitismo; y el 31 por ciento pensaba que no era ni un alto ni un bajo nivel de antisemitismo. En respuesta a las preguntas que piden si la gente creía que había habido aumento o disminución en el antisemitismo en Hungría "en el pasado reciente", 63 por ciento dijo que pensaba que el antisemitismo había aumentado. En un intento de identificar cómo los encuestados forman estas opiniones, parecía que sus actitudes hacia la intensidad y alcance del antisemitismo en Hungría contemporánea se basaban principalmente en informes de los medios en lugar de en la experiencia personal de cualquier incidente antisemita.

## Incidentes antisemitas recientes
En mayo de 2014, Apáthy István László , el representante del Jobbik de la ciudad de Erzsébetváros, apareció en público y expuso sus puntos de vista antisemitas que presentan e¡al Holocausto en "una luz relativa" y disminuyen su alcance. El 20 de abril se publicó en su página de Facebook un artículo afirmando que "El superpoder judío" fue responsable por el Holocausto. László también publicó en su página de Facebook " una película documental" negadora del Holocausto, que retrata una búsqueda para refutar los hechos claros y conocidos relacionados con el Holocausto.
En mayo de 2014, más de medio centenar de tumbas han sido profanadas en el cementerio judío de la ciudad de Szikszó. El cementerio judío se cerró después de la Segunda Guerra Mundial.